# الیس گی
الیس گی (انگلیسی: Ellis Gee؛ 15 June 1877 – ۱۹۴۸ (۷۵−۷۶ سال)) بازیکن فوتبال بود.
از باشگاه‌هایی که در آن بازی کرده‌است می‌توان به باشگاه فوتبال ردینگ اشاره کرد.